# Club Atlético El Linqueño
El Club Atlético El Linqueño es una institución social y deportiva fundada en 1915 en la ciudad de Lincoln, Provincia de Buenos Aires, Argentina.
Sus principales deportes son el fútbol y el básquetbol. En el primero es uno de los clubes históricos de la provincia siendo participante regular en torneos nacionales de AFA: Torneo Regional, Torneo del Interior, Torneo Argentino B, Copa Argentina, de 2019 hasta 2022, en el Torneo Regional Federal Amateur, la cuarta división para los clubes indirectamente afiliados del fútbol argentino y desde el 2023 disputa el Torneo Federal A. Sus mayores logros son resultar ganador del Torneo Regional Federal Amateur 2022-23 obteniendo el ascenso al Torneo Federal A 2023 y haber ganado el Torneo del Interior 2014, obteniendo uno de los ascensos al Torneo Federal B.
A nivel local compite en la Liga Amateur de Deportes de Lincoln, donde obtuvo 38 títulos, siendo el mayor ganador hasta el momento.
Otros deportes practicados son: tenis, gimnasia artística, hockey, rugby y básquet 
Hace de local en su estadio, denominado "Leonardo Costa", con una capacidad de 6500 personas.
Su clásico rival es Rivadavia de la misma ciudad.

## Historia
Ya en el año 1914 hubo un intento de conformar “El Linqueño Football Club”. Pero se tuvo que esperar hasta el año 1915, más precisamente a un 6 de junio, para formar el “Club Atlético El Linqueño”. La idea principal era que la ciudad se viera reflejada en el nombre de la institución. Los fundadores, en su mayoría jóvenes, decidieron que la institución que los representara no llevaría los colores adictos al poder de turno, sino que por el contrario, debía llevar colores patrios como el azul y blanco. La mayoría de estos jóvenes se caracterizaron por ser progresistas, inteligentes, visionarios, contestatarios, en fin piensan diferente en pos de una Argentina más desarrollada.
Inicialmente se hizo constar como motivo central de su fundación a la práctica del balompié, pero las ideas que movilizaban a estos jóvenes hizo que junto con el deporte llegarán las bibliotecas, el teatro, ajedrez y las damas, entre otros. A los pocos días de la fundación se alquiló un amplio local con aparatos gimnásticos y cancha de pelota.
A fines de 1915, la municipalidad entregó a título precario, los terrenos que en la actualidad ocupa la Escuela Normal, para realizar el primer campo de juego. Si bien no hay acuerdo unánime acerca de la exacta ubicación de la cancha, lo cierto es que constituyó el primer campo de juego de El Linqueño.
La primera sede social estuvo situada durante varios años en la Avenida 25 de Mayo 73. Durante esos primeros años el club fue titular de una cancha de tenis en el parque Municipal. Ya en 1925, con Leonardo Costa como presidente, El Linqueño inauguraba su sede en Av. 9 de julio 150. En dicha sede, disponía de una cancha de bochas, de una biblioteca popular de más de 600 libros, juegos de damas, ajedrez y se practicaba tiro al blanco. También por aquellos años se inicia la práctica de basquetbol, incentivada por la Federación de Capital Federal.
Otro hecho trascendental para la historia del club, fue cuando en el año 1928, durante la presidencia de Leonardo Costa, se adquirieron los terrenos frente al Parque San Martín. Desde entonces y hasta nuestros días, el club tiene su cancha de fútbol en ese sector de la ciudad.
En el año 1941 consiguió por primera vez el campeonato organizado por la Liga Amateur de Deportes de Lincoln, hecho que se repitió en el año 1944.
Tras la formación de la Asociación Linqueña de Basquetbol, el Linqueño obtuvo el campeonato del año 1952, mientras que el año siguiente, lograría el subcampeonato. Hecho que se repitió en el año 1954.
En 1953 se alcanzó el cuarto título de la Liga Amateur de Deportes de Lincoln y el quinto en el año 1954.
En los años 1968 y 1969, El Linqueño se consagró nuevamente campeón, de la Liga Linqueña de Basquetbol.
Tiene varias participaciones en el Torneo Argentino B con actuaciones destacadas, fue semifinalista en el Torneo Argentino B 2003-04 cayendo ante Club Sportivo Desamparados y disputó la fase final en el Torneo Argentino B 2008-09.
Llegó a las semifinales del Torneo Regional Federal Amateur 2019, siendo eliminado por Club Atlético Independiente (Chivilcoy) por motivos extrafutbolisticos.
El 5 de febrero del 2023 el Club El Linqueño le ganó 4-2 en penales a San Martín de Mendoza por la final del Torneo Regional Federal Amateur 2022-23, ascendiendo al Torneo Federal A 2023 en Estadio Único de Villa Mercedes, con una concurrencia histórica de 1500 simpatizantes.

## Datos del club
- Participaciones en la Primera División: 0
- Participaciones en la Segunda División: 0
- Participaciones en la Tercera División: 3
- Participaciones en la Cuarta División: 20
- Participaciones en la Quinta División: 1

## Palmarés

### Fútbol

#### Competición nacional
- Torneo Regional Federal Amateur (1): 2022-23
- Torneo Argentino C: 2014.[9]

#### Competición regional
- Liga Amateur de Deportes de Lincoln (38):  1938, 1940, 1941, 1944, 1953, 1954, 1956, 1957, 1958, 1971, 1976, 1979, 1980, 1981, 1997, 1999, 2002, 2003, 2004, 2005, 2008, 2010, 2011, 2012, 2013, 2014, Prim-Ver 2014, Ap 2015, Ap 2016, Prim-Ver 2016, Cl 2017, Ap, Cl, Prim-Ver 2019, Ap 2021, Cl 2022, Prim-Ver 2022, Octogonal 2023.
- Cuatro Ligas Noroeste Bonarense (1): 2015. (Final: Ida: El Huracán de Rojas 2 - El Linqueño 2 / Vuelta: El Linqueño 1 - El Huracán de Rojas 0).
- Liga Deportiva del Oeste (3): 1982, 1984 y 1986.
- Torneo de la Federación de Fútbol Bonaerense Pampeana (2): 2019 (Final en Tandil: El Linqueño 3 - Liniers de Bahía Blanca 2) 2022 (Final en Tandil: El Linqueño 2 - Embajadores de Olavarría 1)

### Básquet
- Provincial (Buenos Aires) (1): 1994
- Asociación Juninense de Básquet (3): Clausura 2015, Clausura 2019 y Super Final 2019.
- Asociación Linqueña de Básquet (7):1952 1954 1968 1969 1975 1976 1977

## Infraestructura
El club se destaca en la región por tener con una gran infraestructura, además del mencionado Estadio "Leonardo Costa" cuenta con:
- Gimnasio polideportivo "Eduardo Pis Ágata": Tiene una capacidad para 800 personas y actualmente sólo se practica básquet, tanto en la rama masculina como femenina. Pero en el año 2002/3 disputó la Liga Argentina de Vóley fusionándose con el Club Atlético Veléz Sarsfield.

- Playon multideportivo:  Desde el año 2022, cuenta con una cancha auxiliar al aire libre para la práctica del básquet.

- Minigimnasio: Se encuentra en el centro de la ciudad y allí se práctica Gimnasia Artística.

- Cancha de hockey: Desde el año 2022, cuenta con césped sintético e iluminación led.

- Cancha de rugby: Cuenta con 2 canchas reglamentarias de rugby y un quincho multiespacio.

- Complejo "Carlos Petroni": Consta de 2 canchas auxiliares de fútbol con medidas reglamentarias, riego artificial e iluminación led.

- Canchas de tenis: Para la práctica del deporte blanco, el club cuenta con 4 canchas de tenis junto a vestuarios y salón multiuso.

- Sede social: Tiene su sede social en pleno centro de la ciudad.

## Mercado de pases

### Altas 2025
| Jugador                    | Posición      | Procedencia                 | Tipo   |
| -------------------------- | ------------- | --------------------------- | ------ |
| Gabriel Serrano            | Mediocampista | Club De Regatas San Nicolás | Libre. |
| Gianfranco Ottaviani       | Delantero     | Club Atletico Fénix         | Libre. |
| Juan Manuel Rodriguez      | Mediocampista | Club Atlético Paraná        | Libre. |
| Mariano Alcaraz            | Arquero       | Rivadavia de Lincoln        | Libre. |
| Juan Manuel García Pereyra | Mediocampista | Comunicaciones              | Libre. |

#### Bajas 2025
| Jugador           | Posición      | Destino                   | Tipo  |
| ----------------- | ------------- | ------------------------- | ----- |
| Joaquin Cabrera   | Arquero       | Atlético Unión Casildense | -     |
| Julián Venticinco | Defensor      | Club Atlético All Boys    | Libre |
| Augusto Songozni  | Delantero     | Villa Dalmine             | Libre |
| Linsadro Tablada  | Delantero     | Libre                     | Libre |
| Emanuel Romero    | Mediocampista | Centro Juventud Antoniana | Libre |